# Фёдорова, Татьяна Викторовна
Татья́на Ви́кторовна Фёдорова (1 апреля 1915, Москва — 5 декабря 2001, Москва) — первостроитель Московского метрополитена, заместитель начальника Московского Метростроя. Герой Социалистического Труда (1975), Заслуженный строитель РСФСР.

## Биография
Родилась в 1915 году. В 1933 году окончила школу фабрично-заводского ученичества, по призыву комсомола стала первостроителем Московского метрополитена.
Сначала была проходчицей, затем бригадиром бетонщиков, бригадиром стахановской комсомольско-молодёжной бригады чеканщиков. Депутат Верховного Совета СССР 1-го созыва. Член ВКП(б) с 1939 года.
В 1941 году окончила Московский институт инженеров транспорта.
С 1948 года — начальник шахты и начальник СМУ Метростроя. Активно участвовала в строительстве и руководила строительством многих станций метро.
С 1961 года — заместитель начальника Московского Метростроя.
Т. В. Фёдорова уделяла много внимания строительству детских дошкольных учреждений, жилья для метростроевцев. Участвовала в воспитании нового поколения строителей метро.
Депутат Верховного Совета СССР 1 и 2 созывов (1937—1950 гг.). Делегат XVIII съезда ВКП(б) (1939) и нескольких съездов ВЛКСМ.
На пенсии — председатель Совета ветеранов московского Метростроя.
Скончалась 5 декабря 2001 года. Похоронена на Новодевичьем кладбище.

## Станции, которые были построены под руководством и при участии Фёдоровой
- «Кутузовская»
- «Киевская кольцевая»
- «Hовослободская»
- «Первомайская»
- «Проспект Мира»

## Награды

Мемориальная доска Татьяне Фёдоровой

- Герой Социалистического Труда (6 мая 1975 года за большие заслуги в сооружении Московского метрополитена имени В. И. Ленина и активную общественную деятельность)
- Два ордена Ленина

1. 05.02.1939 — за образцовую работу и обеспечение большевистских темпов в работе при строительстве 2-й очереди Московского Метрополитена
2. 06.05.1975 — к званию Герой Социалистического Труда

- Два ордена Трудового Красного Знамени
- Орден Отечественной войны I степени
- Орден Красной Звезды
- Два ордена «Знак Почёта»
- Медаль «За оборону Москвы»
- Медаль «За победу над Германией в Великой Отечественной войне 1941—1945 гг.» (1945)
- Медаль «В память 800-летия Москвы» (1947)
- Медаль «В память 850-летия Москвы» (1997)
- Медаль «Ветеран труда»
- Заслуженный строитель РСФСР

## Память
- 15 мая 2006 года в вестибюле станции метро «Красносельская» состоялось открытие мемориальной доски в память Т. В. Фёдоровой[1].